# Luigi Cucchi
Luigi Cucchi (Bergamo, 17 gennaio 1837 – Bergamo, 18 novembre 1898) è stato un politico italiano.
Fratello del senatore Francesco Cucchi, è stato sindaco di Bergamo dal 1878 al 1882 e deputato del Regno d'Italia. Fu anche sindaco di Capizzone dal 1866 al 1868, consigliere e assessore comunale.